# Paramés (apellido)
Paramés es un apellido poco frecuente y registrado sobre todo en la provincia de Pontevedra, siendo menor su presencia en León, Valladolid, Segovia, Madrid, Barcelona, Lugo y Orense. Pasó a Hispanoamérica.         

## Origen
Tuvo su origen en el apodo "paramés", aplicado a individuos originarios de lugares como San Miguel del Páramo (Lugo), Santa Marta del Páramo (León) y otras poblaciones llamadas Páramo en las provincias de Valladolid y Palencia.         

## Familias
Hubo, por tanto, distintas familias apellidadas Paramés, no emparentadas entre sí, en su mayor parte de origen gallego.   
En 1613, ante la Real Cancillería de Valladolid pleitearon en 1613 varios vecinos de San Esteban de la Sierra (Salamanca) sobre el usufructo de unas pleitearon en 1613 varios vecinos de San Esteban de la Sierra (Salamanca) sobre el usufructo de unas casas que Pedro Paramés (o Parames) dejó por los días de su vida a su mujer.
En 1801, don Lorenzo Paramés mandó construir en Vilasobroso un tradicional cruceiro gallego en agradecimiento por una gracia recibida. Dicho monumento preside el centro de la plaza de la iglesia parroquial de la villa, por donde pasa el antiguo camino real, vía de entrada al Castillo de Vilasobroso. El cruceiro consta de gradas con base cuadrada de tres peldaños. Se destaca la cruz con la imagen de Cristo que mira hacia la fortaleza. En su frente se adosa una placa rectangular con relieves que constituye un tetramorfos representando un retablo alegórico del Purgatorio. En su reverso se encuentra una imagen de "La Piedad". Desde muy antiguo, el día de la celebración de la procesión del Santísimo, el cruceiro se engalana bajo palio y desde ese lugar se imparte la bendición al pueblo. Allí se encomendaron piadosamente sus descendientes antes de aventurarse hacia Brasil y Argentina.
En 1815 desde Lima, capital del Perú, en una carta por el virrey José Fernando de Abascal, marqués de la Concordia, enviada a Miguel de Lardizábal y Uribe, secretario de Indias (ramo de Gracia y Justicia) se menciona al Capitán Antonio Alonso Paramés y López, donde se remite el testimonio duplicado del expediente de fundación de un convento de religiosos agonizantes en Guayaquil, a construirse con los fondos donados por del capitán.
En el Archivo Histórico Hacional (Ministerio de Ultramar) se guarda la hoja de Servicios de Domingo Paramés González, nombrado en 1889 oficial de Administración del Tribunal de Cuentas del Reino, con destino en la Sala de Cuba y Puerto Rico.
Benigno Parames Ubara, natural de Pontevedra (Capital), se licenció en Earmacia por la Universidad Central, en 1883. 
En 1909 el alumno José Paramés y García-Barros, natural de Madrid, obtiene el título de bachiller otorgado por el Instituto Cardenal Cisneros.      

## Escudo de Armas
En campo de plata, dos lobos andantes, de sable, cebados y lampasados de gules, puestos en palio.
El Color Blanco: llamado Plata, simboliza a la Luna, la virtud de la Esperanza, además de cualidades como:hermosura, franqueza, limpieza, integridad,elocuencia. Representa a la Perla, al día lunes, al elemento agua, a Cancer, a los meses de enero y febrero, a las palma, la azucena, al animal armiño y la paloma. Los portadores de este color en sus escudos deben: defender a las doncellas y los huérfanos.   
El Símbolo del Lobo, a veces llamado el perro salvaje, el lobo es astuto, codicioso y voraz. De la mitología y la historia de todas partes del mundo, el lobo siempre ha llevado un sentido de contradicción:por un lado es un animal salvaje y temible que puede representar a la muerte; pero al mismo tiempo un compañero de la diosa Artemisa y del dios escandinavo Odín. A lo largo de la historia antigua, el lobo fue admirado y respetado como símbolo de fortaleza, inteligencia y coraje. Artistas neolíticos duplicaron su imagen en paredes de cuevas. Los chamanes buscaban su poder. Incluso Romulo y Remo, fundadores de Roma, fueron criados por lobos. Eventualmente, esta noble leyenda se convirtió en el "salvaje sediento de sangre" de la tradición europea. Muchas culturas incluyeron al astuto lobo en sus leyendas. Vereticus, rey de Gales, fue convertido por San Patricio en lobo; era un emblema de la tribu de Benjamín. Los chinos vieron al lobo como un guardián del palacio celestial. En Japón el lobo era venerado y admirado por su ferocidad, tenacidad y ataque veloz.
En la cultura celta el lobo representa a Lug, el dios supremo de la mitología celta. Lug suele ser representado acompañado de dos lobos. Se explica probablemente por la similitud entre el indoeuropeo *leuks «luz», que es tal vez la base del nombre de Lug, y *lukwos (o *wlkwos), que significa «lobo». Los volcas eran una confederación de tribus celtas establecidos en la Galia y a lo largo del Danubio. Volcas podría significar "lobos", pero también se han propuesto otras etimologías.